# Commission bulgare pour les toponymes antarctiques

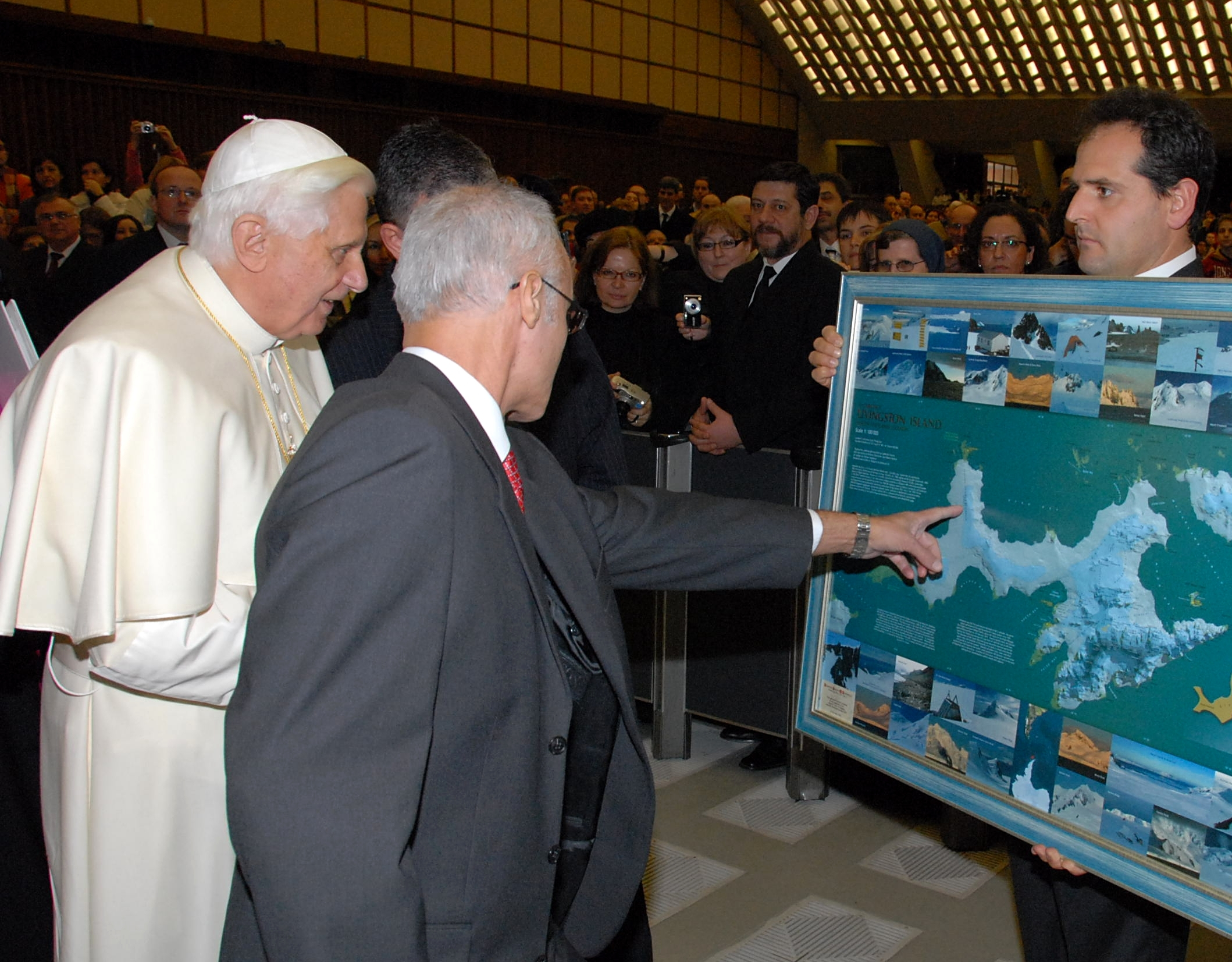
Le pape Benoit XVI se fait présenter la carte 2005 de l'île Livingston

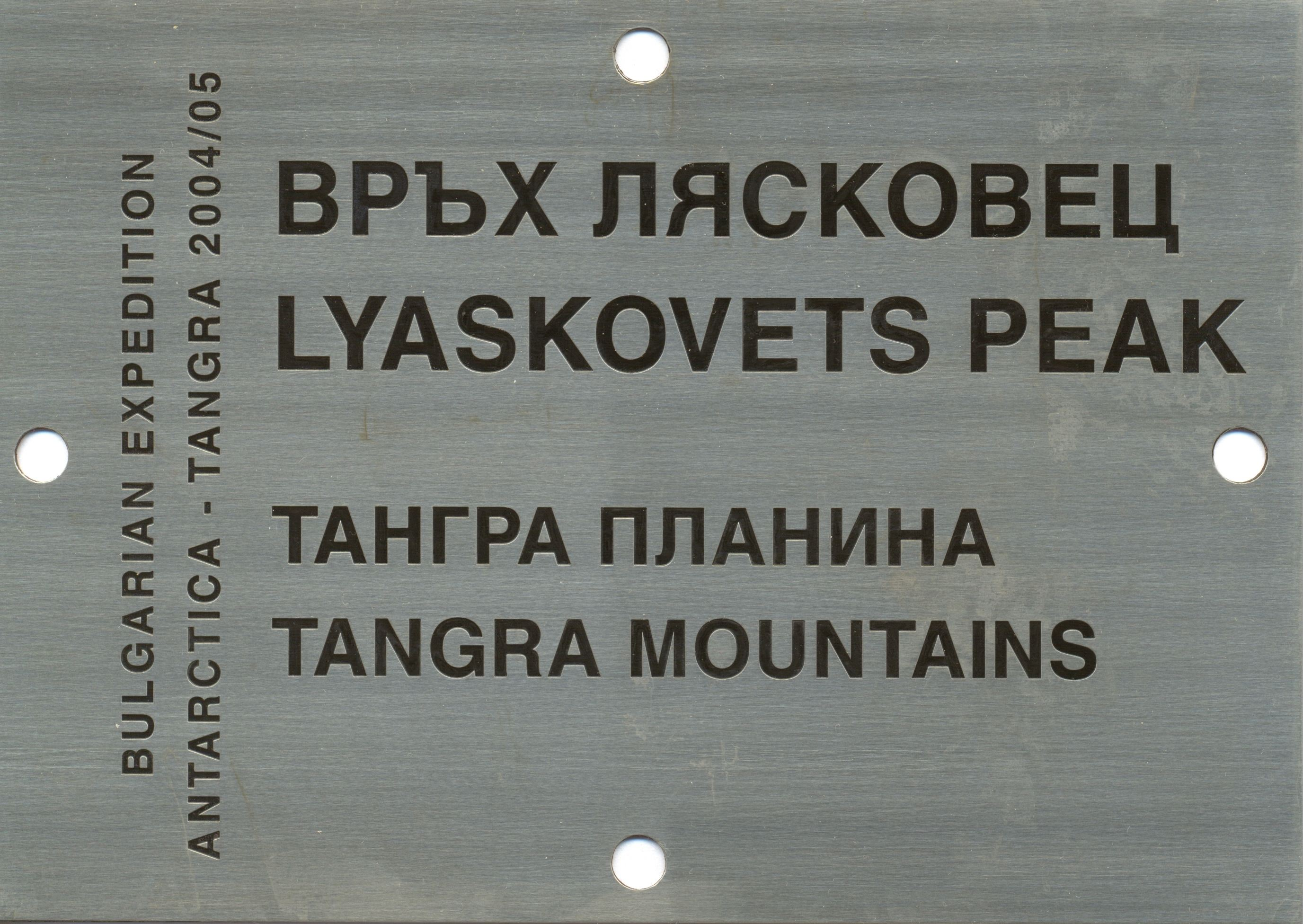
Marqueur topographique approuvé par la Commission

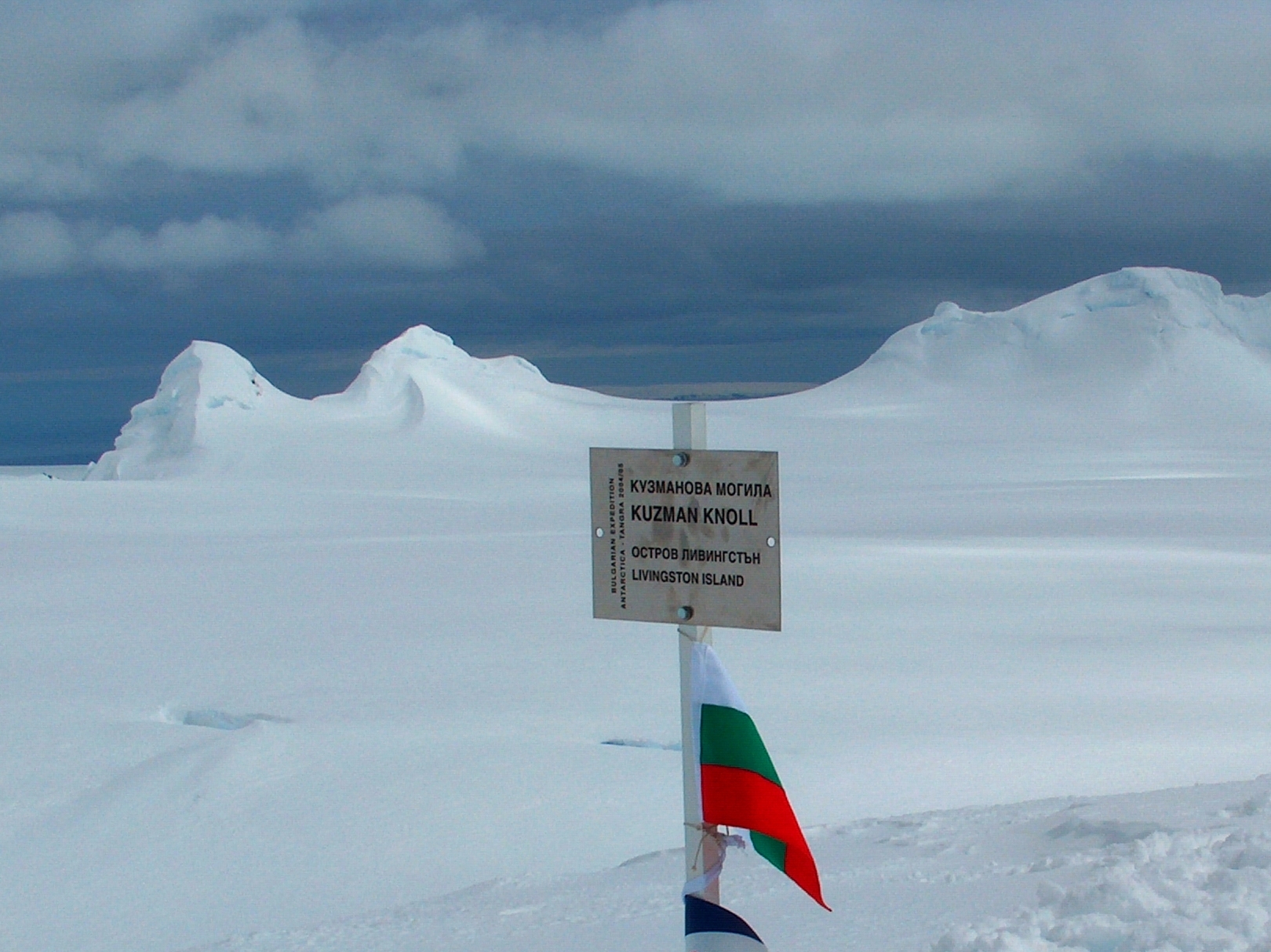
Travaux sur le terrain pour la Commission

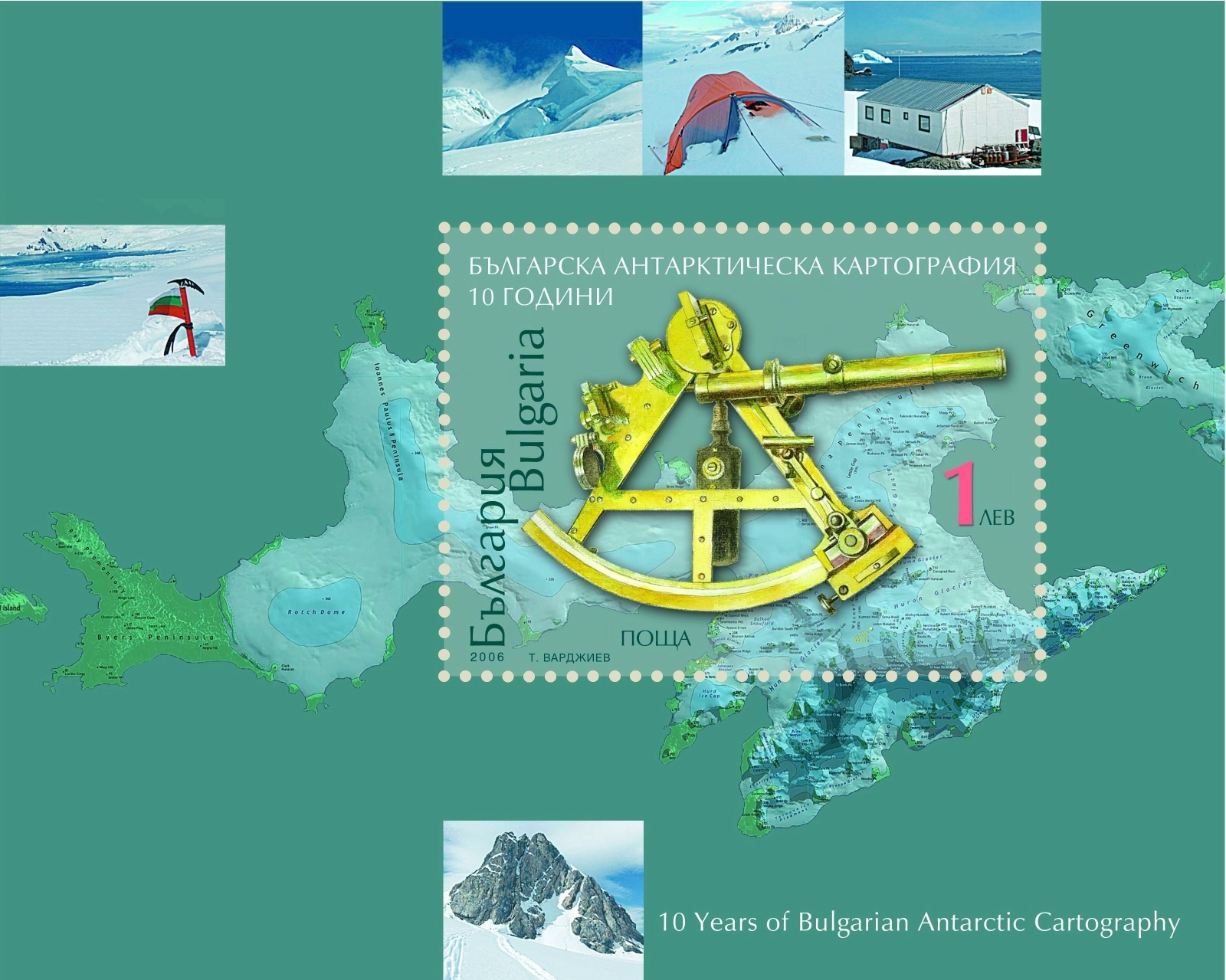
Timbre commémorant le dixième anniversaire de la cartographie antarctique bulgare au service de la Commission

La Commission bulgare pour les toponymes antarctiques a été créée par l'Institut antarctique bulgare en 1994, et depuis 2001 est une institution affiliée au Ministère des Affaires étrangères bulgare. Cette commission a approuvé des noms bulgares pour certains toponymes de l'Antarctique, lesquels ont été officiellement attribués par le Président de la République de Bulgarie, conformément à la constitution bulgare et à la pratique internationale établie.
Les toponymes de l’Antarctique reflètent l'histoire et la pratique de l’exploration sur ce continent. Les nations impliquées dans la recherche antarctique donnent de nouveaux noms à des objets géographiques anonymes, afin de faciliter l’orientation, l’organisation logistique et la coopération scientifique internationale. Il y a à peu près 18000 toponymes antarctiques différents, y compris dont plus d'un millier de noms donnés par la Bulgarie. Depuis que la base antarctique bulgare est située dans les îles Shetland du Sud, la plupart des toponymes bulgares se concentrent dans cette région.
En 1995 la Commission a développé ses propres directives toponymiques, qui en particulier introduisaient un système anglicisé, le Système « aérodynamique » de romanisation de l'alphabet cyrillique, différent de l'usage international reconnu, qui fut plus tard adopté pour l'usage officiel en Bulgarie, et finalement codifié par la Loi bulgare de la translittération de 2009, dont la conformité avec les principes de la constitution bulgare et avec les textes européens n'est d'ailleurs pas totalement certaine.
Le travail de la Commission a reçu le soutien de l'information géographique et de la cartographie, ce qui résulte des mesures topographiques en Antarctique, comme l'enquête de 1995/96 à l'Île Livingston et l'expédition topographique Tangra de 2004/05. La Commission a publié la première carte topographique bulgare de l'Île Livingston et de l'Île Greenwich en 2005.
La Commission bulgare pour les toponymes antarctiques coopère avec d'autres autorités nationales de toponymie antarctique et avec le Comité scientifique pour la recherche antarctique (SCAR). Une information détaillée concernant les toponymes antarctiques bulgares est publiée régulièrement sur le site Internet de la Commission, ainsi que dans l'index des noms géographiques de l'Antarctique édité par le SCAR.

## Cartes publiées par la Commission
- (bg) Base Saint-Clément d'Ohrid, Île Livingston, carte topographique à l'échelle 1:1000, projet de la Commission bulgare pour les toponymes antarctiques, soutenu par le Club Atlantique de Bulgarie et l'Institut Antarctique Bulgare, Sofia, 1996 (La première carte topographique antarctique bulgare).
- (en) Antarctica: Livingston Island, South Shetland Islands (from English Strait to Morton Strait, with illustrations and ice-cover distribution), 1:100000 scale topographic map, Antarctic Place-names Commission of Bulgaria, Sofia, 2005.
- (bg) L.L. Ivanov. Antarctica: Livingston Island and Greenwich, Robert, Snow and Smith Islands. Scale 1:120000 topographic map. Troyan: Manfred Wörner Foundation, 2009.  (ISBN 978-954-92032-4-0)
- (en) L.L. Ivanov. Antarctica: Livingston Island and Greenwich, Robert, Snow and Smith Islands. Scale 1:120000 topographic map. Troyan: Manfred Wörner Foundation, 2009.  (ISBN 978-954-92032-6-4)